# Vuelta al País Vasco 2022
Vuelta al País Vasco 2022, znana również jako Itzulia Basque Country 2022 – 61. edycja wyścigu kolarskiego Vuelta al País Vasco, która odbyła się w dniach od 4 do 9 kwietnia 2022 na liczącej 882 kilometry trasie składającej się z 6 etapów, biegnącej z miejscowości Fuenterrabía do Arrate. Impreza kategorii 2.UWT była częścią UCI World Tour 2022.

## Etapy
| Etap | Data  | Start – Meta                | type                       | Dystans (km) | Suma wzniesień (m) | Zwycięzca etapu        | Lider                  |
| ---- | ----- | --------------------------- | -------------------------- | ------------ | ------------------ | ---------------------- | ---------------------- |
| 1    | 4 kwi | Fuenterrabía – Fuenterrabía | jazda indywidualna na czas | 7,5          | 100 m              | Primož Roglič          | Primož Roglič          |
| 2    | 5 kwi | Leitza – Viana              | pagórkowaty                | 207,9        | 2625 m             | Julian Alaphilippe     | Primož Roglič          |
| 3    | 6 kwi | Llodio – Amurrio            | górzysty                   | 181,7        | 3278 m             | Pello Bilbao           | Primož Roglič          |
| 4    | 7 kwi | Vitoria-Gasteiz – Zamudio   | górzysty                   | 185,6        | 2703 m             | Daniel Felipe Martínez | Primož Roglič          |
| 5    | 8 kwi | Zamudio – Mallabia          | górski                     | 163,7        | 3485 m             | Carlos Rodríguez       | Remco Evenepoel        |
| 6    | 9 kwi | Eibar – Arrate              | górski                     | 135,6        | 3636 m             | Ion Izagirre           | Daniel Felipe Martínez |

## Uczestnicy

### Drużyny
| WorldTeams (18)- AG2R Citroën Team - Astana Qazaqstan Team - Bahrain Victorious - Bora-Hansgrohe - Cofidis - EF Education-EasyPost - Groupama-FDJ - Ineos Grenadiers - Intermarché-Wanty-Gobert Matériaux - Israel-Premier Tech - Jumbo-Visma - Lotto-Soudal - Movistar Team - Quick-Step Alpha Vinyl - BikeExchange-Jayco - Team DSM - Trek-Segafredo - UAE Team Emirates ProTeams (5)- TotalEnergies - Burgos-BH - Caja Rural-Seguros RGA - Equipo Kern Pharma - Euskaltel-Euskadi |
| |

### Lista startowa
| Jumbo-Visma TJV | Jumbo-Visma TJV        | Jumbo-Visma TJV |
| --------------- | ---------------------- | --------------- |
| Nr              | Kolarz                 | Miejsce         |
| 1               | Primož Roglič (SLO)    | 8.              |
| 2               | Gijs Leemreize (NED)   | 53.             |
| 3               | Chris Harper (AUS)     | DNF-5           |
| 4               | Sepp Kuss (USA)        | OTL-6           |
| 5               | Pascal Eenkhoorn (NED) | OTL-6           |
| 6               | Milan Vader (NED)      | DNF-6           |
| 7               | Jonas Vingegaard (DEN) | 6.              |

| Bahrain Victorious TBV | Bahrain Victorious TBV    | Bahrain Victorious TBV |
| ---------------------- | ------------------------- | ---------------------- |
| Nr                     | Kolarz                    | Miejsce                |
| 11                     | Pello Bilbao (ESP)        | 5.                     |
| 12                     | Yukiya Arashiro (JPN)     | OTL-6                  |
| 13                     | Gino Mäder (SUI)          | 40.                    |
| 14                     | Domen Novak (SLO)         | 43.                    |
| 15                     | Luis León Sánchez (ESP)   | DNF-6                  |
| 16                     | Hermann Pernsteiner (AUT) | 44.                    |
| 17                     | Edoardo Zambanini (ITA)   | OTL-6                  |

| UAE Team Emirates UAD | UAE Team Emirates UAD | UAE Team Emirates UAD |
| --------------------- | --------------------- | --------------------- |
| Nr                    | Kolarz                | Miejsce               |
| 21                    | Alessandro Covi (ITA) | DNF-6                 |
| 22                    | George Bennett (NZL)  | DNS-3                 |
| 23                    | Jan Polanc (SLO)      | DNF-6                 |
| 24                    | Davide Formolo (ITA)  | 38.                   |
| 25                    | Rafał Majka (POL)     | 35.                   |
| 26                    | Diego Ulissi (ITA)    | 14.                   |
| 27                    | Marc Soler (ESP)      | 7.                    |

| Astana Qazaqstan Team AST | Astana Qazaqstan Team AST  | Astana Qazaqstan Team AST |
| ------------------------- | -------------------------- | ------------------------- |
| Nr                        | Kolarz                     | Miejsce                   |
| 31                        | Stefan de Bod (RSA)        | OTL-6                     |
| 32                        | Sebastián Henao (COL)      | 33.                       |
| 33                        | Jurij Natarow (KAZ)        | DNF-6                     |
| 34                        | Antonio Nibali (ITA)       | DNF-6                     |
| 35                        | Alaksandr Rabuszenka (BLR) | DNF-5                     |
| 36                        | Javier Romo (ESP)          | DNF-2                     |
| 37                        | Andriej Zejc (KAZ)         | OTL-6                     |

| Quick-Step Alpha Vinyl QST | Quick-Step Alpha Vinyl QST       | Quick-Step Alpha Vinyl QST |
| -------------------------- | -------------------------------- | -------------------------- |
| Nr                         | Kolarz                           | Miejsce                    |
| 41                         | Julian Alaphilippe (FRA) (szosa) | 24.                        |
| 42                         | Rémi Cavagna (FRA) (szosa)       | DNF-6                      |
| 43                         | Dries Devenyns (BEL)             | DNF-6                      |
| 44                         | Remco Evenepoel (BEL)            | 24.                        |
| 45                         | James Knox (GBR)                 | DNF-6                      |
| 46                         | Mauri Vansevenant (BEL)          | 46.                        |

| Movistar Team MOV | Movistar Team MOV       | Movistar Team MOV |
| ----------------- | ----------------------- | ----------------- |
| Nr                | Kolarz                  | Miejsce           |
| 51                | Enric Mas (ESP)         | 9.                |
| 52                | Gorka Izagirre (ESP)    | 30.               |
| 53                | Gregor Mühlberger (AUT) | 45.               |
| 54                | Nelson Oliveira (POR)   | DNF-6             |
| 55                | Antonio Pedrero (ESP)   | OTL-6             |
| 56                | Óscar Rodríguez (ESP)   | 47.               |
| 57                | Sergio Samitier (ESP)   | 54.               |

| Ineos Grenadiers IGD | Ineos Grenadiers IGD               | Ineos Grenadiers IGD |
| -------------------- | ---------------------------------- | -------------------- |
| Nr                   | Kolarz                             | Miejsce              |
| 61                   | Omar Fraile (ESP) (szosa)          | OTL-6                |
| 62                   | Tao Geoghegan Hart (GBR)           | 29.                  |
| 63                   | Daniel Felipe Martínez (COL) (ITT) | 1.                   |
| 64                   | Carlos Rodríguez (ESP)             | 26.                  |
| 65                   | Geraint Thomas (GBR)               | 39.                  |
| 66                   | Ben Tulett (GBR)                   | 22.                  |
| 67                   | Adam Yates (GBR)                   | DNF-6                |

| Cofidis COF | Cofidis COF              | Cofidis COF |
| ----------- | ------------------------ | ----------- |
| Nr          | Kolarz                   | Miejsce     |
| 71          | Ion Izagirre (ESP) (ITT) | 2.          |
| 72          | André Carvalho (POR)     | DNF-5       |
| 73          | Rubén Fernández (ESP)    | OTL-6       |
| 74          | Simon Geschke (GER)      | 27.         |
| 75          | José Herrada (ESP)       | OTL-6       |
| 76          | Victor Lafay (FRA)       | DNF-6       |
| 77          | Thomas Champion (FRA)    | OTL-6       |

| Bora-Hansgrohe BOH | Bora-Hansgrohe BOH           | Bora-Hansgrohe BOH |
| ------------------ | ---------------------------- | ------------------ |
| Nr                 | Kolarz                       | Miejsce            |
| 81                 | Emanuel Buchmann (GER)       | DNF-6              |
| 82                 | Felix Großschartner (AUT)    | OTL-6              |
| 83                 | Sergio Higuita (COL) (szosa) | DNF-5              |
| 84                 | Lennard Kämna (GER)          | DNF-6              |
| 86                 | Aleksandr Własow (RUS) (ITT) | 3.                 |
| 87                 | Frederik Wandahl (DEN)       | OTL-6              |

| BikeExchange-Jayco BEX | BikeExchange-Jayco BEX | BikeExchange-Jayco BEX |
| ---------------------- | ---------------------- | ---------------------- |
| Nr                     | Kolarz                 | Miejsce                |
| 91                     | Lucas Hamilton (AUS)   | DNF-5                  |
| 92                     | Tsgabu Grmay (ETH)     | DNF-6                  |
| 93                     | Jesús David Peña (COL) | DNF-3                  |
| 94                     | Tanel Kangert (EST)    | DNF-6                  |
| 95                     | Jack Bauer (NZL)       | OTL-6                  |
| 96                     | Nick Schultz (AUS)     | DNF-6                  |
| 97                     | Jan Maas (NED)         | DNF-5                  |

| TotalEnergies TEN | TotalEnergies TEN        | TotalEnergies TEN |
| ----------------- | ------------------------ | ----------------- |
| Nr                | Kolarz                   | Miejsce           |
| 101               | Jérémy Cabot (FRA)       | 52.               |
| 102               | Fabien Doubey (FRA)      | 49.               |
| 103               | Fabien Grellier (FRA)    | OTL-6             |
| 104               | Alan Jousseaume (FRA)    | DNF-6             |
| 105               | Pierre Latour (FRA)      | DNS-5             |
| 106               | Cristián Rodríguez (ESP) | 41.               |
| 107               | Alexis Vuillermoz (FRA)  | 25.               |

| Intermarché-Wanty-Gobert Matériaux IWG | Intermarché-Wanty-Gobert Matériaux IWG | Intermarché-Wanty-Gobert Matériaux IWG |
| -------------------------------------- | -------------------------------------- | -------------------------------------- |
| Nr                                     | Kolarz                                 | Miejsce                                |
| 111                                    | Kobe Goossens (BEL)                    | DNF-5                                  |
| 112                                    | Quinten Hermans (BEL)                  | DNF-4                                  |
| 113                                    | Julius Johansen (DEN)                  | DNS-3                                  |
| 114                                    | Laurens Huys (BEL)                     | DNF-3                                  |
| 115                                    | Hugo Page (FRA)                        | DNF-3                                  |
| 116                                    | Kévin Van Melsen (BEL)                 | DNS-2                                  |
| 117                                    | Théo Delacroix (FRA)                   | DNF-5                                  |

| Team DSM DSM | Team DSM DSM             | Team DSM DSM |
| ------------ | ------------------------ | ------------ |
| Nr           | Kolarz                   | Miejsce      |
| 121          | Romain Combaud (FRA)     | OTL-6        |
| 122          | Mark Donovan (GBR)       | DNS-5        |
| 123          | Leon Heinschke (GER)     | DNF-6        |
| 124          | Andreas Leknessund (NOR) | 28.          |
| 125          | Tim Naberman (NED)       | DNF-6        |
| 126          | Florian Stork (GER)      | DNS-5        |
| 127          | Martijn Tusveld (NED)    | OTL-6        |

| Caja Rural-Seguros RGA CJR | Caja Rural-Seguros RGA CJR     | Caja Rural-Seguros RGA CJR |
| -------------------------- | ------------------------------ | -------------------------- |
| Nr                         | Kolarz                         | Miejsce                    |
| 131                        | Mikel Nieve (ESP)              | DNS-6                      |
| 132                        | Jonathan Lastra (ESP)          | 17.                        |
| 133                        | Julen Amezqueta (ESP)          | DNS-5                      |
| 134                        | Orluis Aular (VEN)             | OTL-6                      |
| 135                        | Fernando Barceló (ESP)         | 31.                        |
| 136                        | Jefferson Alveiro Cepeda (ECU) | DNF-6                      |
| 137                        | Jokin Murguialday (ESP)        | OTL-6                      |

| AG2R Citroën Team ACT | AG2R Citroën Team ACT        | AG2R Citroën Team ACT |
| --------------------- | ---------------------------- | --------------------- |
| Nr                    | Kolarz                       | Miejsce               |
| 141                   | Clément Champoussin (FRA)    | DNS-1                 |
| 142                   | Felix Gall (AUT)             | 12.                   |
| 143                   | Paul Lapeira (FRA)           | DNF-3                 |
| 144                   | Aurélien Paret-Peintre (FRA) | 37.                   |
| 145                   | Valentin Paret-Peintre (FRA) | DNS-3                 |
| 146                   | Nicolas Prodhomme (FRA)      | OTL-6                 |
| 147                   | Andrea Vendrame (ITA)        | DNS-6                 |

| Israel-Premier Tech IPT | Israel-Premier Tech IPT    | Israel-Premier Tech IPT |
| ----------------------- | -------------------------- | ----------------------- |
| Nr                      | Kolarz                     | Miejsce                 |
| 151                     | Sebastian Berwick (AUS)    | DNS-5                   |
| 152                     | Alexander Cataford (CAN)   | DNF-6                   |
| 153                     | Alessandro De Marchi (ITA) | OTL-6                   |
| 155                     | Hugo Houle (CAN)           | 50.                     |
| 156                     | James Piccoli (CAN)        | OTL-6                   |
| 157                     | Michael Woods (CAN)        | 13.                     |

| Groupama-FDJ GFC | Groupama-FDJ GFC                  | Groupama-FDJ GFC |
| ---------------- | --------------------------------- | ---------------- |
| Nr               | Kolarz                            | Miejsce          |
| 161              | David Gaudu (FRA)                 | 18.              |
| 162              | Bruno Armirail (FRA)              | 36.              |
| 163              | Ignatas Konovalovas (LTU) (szosa) | DNF-4            |
| 164              | Antoine Duchesne (CAN)            | OTL-6            |
| 165              | Rudy Molard (FRA)                 | 32.              |
| 166              | Sébastien Reichenbach (SUI)       | 19.              |
| 167              | Anthony Roux (FRA)                | OTL-6            |

| Burgos-BH BBH | Burgos-BH BBH            | Burgos-BH BBH |
| ------------- | ------------------------ | ------------- |
| Nr            | Kolarz                   | Miejsce       |
| 171           | Ander Okamika (ESP)      | OTL-6         |
| 172           | Daniel Navarro (ESP)     | 23.           |
| 173           | Óscar Cabedo (ESP)       | OTL-6         |
| 174           | Victor Langellotti (MON) | DNF-2         |
| 175           | Ángel Madrazo (ESP)      | OTL-6         |
| 176           | Pelayo Sánchez (ESP)     | DNF-6         |
| 177           | Jetse Bol (NED)          | DNF-6         |

| Trek-Segafredo TFS | Trek-Segafredo TFS       | Trek-Segafredo TFS |
| ------------------ | ------------------------ | ------------------ |
| Nr                 | Kolarz                   | Miejsce            |
| 181                | Julien Bernard (FRA)     | OTL-6              |
| 182                | Tony Gallopin (FRA)      | 48.                |
| 183                | Gianluca Brambilla (ITA) | 15.                |
| 184                | Kenny Elissonde (FRA)    | OTL-6              |
| 185                | Juan Pedro López (ESP)   | 11.                |
| 186                | Simon Pellaud (SUI)      | DNF-5              |
| 187                | Antwan Tolhoek (NED)     | DNF-4              |

| Euskaltel-Euskadi EUS | Euskaltel-Euskadi EUS  | Euskaltel-Euskadi EUS |
| --------------------- | ---------------------- | --------------------- |
| Nr                    | Kolarz                 | Miejsce               |
| 191                   | Xabier Azparren (ESP)  | OTL-6                 |
| 192                   | Ibai Azurmendi (ESP)   | DNF-5                 |
| 193                   | Mikel Bizkarra (ESP)   | 21.                   |
| 194                   | Mikel Iturria (ESP)    | OTL-6                 |
| 195                   | Asier Etxeberria (ESP) | OTL-6                 |
| 196                   | Gotzon Martín (ESP)    | 42.                   |
| 197                   | Xabier Isasa (ESP)     | OTL-6                 |

| Equipo Kern Pharma EKP | Equipo Kern Pharma EKP     | Equipo Kern Pharma EKP |
| ---------------------- | -------------------------- | ---------------------- |
| Nr                     | Kolarz                     | Miejsce                |
| 201                    | Héctor Carretero (ESP)     | DNF-5                  |
| 202                    | Roger Adrià (ESP)          | DNF-6                  |
| 203                    | Jon Agirre (ESP)           | DNF-6                  |
| 204                    | Diego López (ESP)          | OTL-6                  |
| 205                    | Daniel Méndez Noreña (COL) | DNF-5                  |
| 206                    | Ibon Ruiz (ESP)            | 51.                    |
| 207                    | Igor Arrieta (ESP)         | 34.                    |

| EF Education-EasyPost EFE | EF Education-EasyPost EFE | EF Education-EasyPost EFE |
| ------------------------- | ------------------------- | ------------------------- |
| Nr                        | Kolarz                    | Miejsce                   |
| 211                       | Rigoberto Urán (COL)      | 10.                       |
| 212                       | Diego Camargo (COL)       | OTL-6                     |
| 214                       | Ruben Guerreiro (POR)     | 20.                       |
| 215                       | Mark Padun (UKR)          | DNF-3                     |
| 216                       | James Shaw (GBR)          | OTL-6                     |
| 217                       | Jonathan Caicedo (ECU)    | OTL-6                     |

| Lotto-Soudal LTS | Lotto-Soudal LTS        | Lotto-Soudal LTS |
| ---------------- | ----------------------- | ---------------- |
| Nr               | Kolarz                  | Miejsce          |
| 221              | Filippo Conca (ITA)     | OTL-6            |
| 222              | Steff Cras (BEL)        | 16.              |
| 224              | Sylvain Moniquet (BEL)  | OTL-6            |
| 225              | Viktor Verschaeve (BEL) | DNF-5            |
| 226              | Harry Sweeny (AUS)      | DNF-2            |
| 227              | Maxim Van Gils (BEL)    | DNF-3            |

| Jumbo-Visma TJV | Jumbo-Visma TJV        | Jumbo-Visma TJV |
| --------------- | ---------------------- | --------------- |
| Nr              | Kolarz                 | Miejsce         |
| 1               | Primož Roglič (SLO)    | 8.              |
| 2               | Gijs Leemreize (NED)   | 53.             |
| 3               | Chris Harper (AUS)     | DNF-5           |
| 4               | Sepp Kuss (USA)        | OTL-6           |
| 5               | Pascal Eenkhoorn (NED) | OTL-6           |
| 6               | Milan Vader (NED)      | DNF-6           |
| 7               | Jonas Vingegaard (DEN) | 6.              |

| Bahrain Victorious TBV | Bahrain Victorious TBV    | Bahrain Victorious TBV |
| ---------------------- | ------------------------- | ---------------------- |
| Nr                     | Kolarz                    | Miejsce                |
| 11                     | Pello Bilbao (ESP)        | 5.                     |
| 12                     | Yukiya Arashiro (JPN)     | OTL-6                  |
| 13                     | Gino Mäder (SUI)          | 40.                    |
| 14                     | Domen Novak (SLO)         | 43.                    |
| 15                     | Luis León Sánchez (ESP)   | DNF-6                  |
| 16                     | Hermann Pernsteiner (AUT) | 44.                    |
| 17                     | Edoardo Zambanini (ITA)   | OTL-6                  |

| UAE Team Emirates UAD | UAE Team Emirates UAD | UAE Team Emirates UAD |
| --------------------- | --------------------- | --------------------- |
| Nr                    | Kolarz                | Miejsce               |
| 21                    | Alessandro Covi (ITA) | DNF-6                 |
| 22                    | George Bennett (NZL)  | DNS-3                 |
| 23                    | Jan Polanc (SLO)      | DNF-6                 |
| 24                    | Davide Formolo (ITA)  | 38.                   |
| 25                    | Rafał Majka (POL)     | 35.                   |
| 26                    | Diego Ulissi (ITA)    | 14.                   |
| 27                    | Marc Soler (ESP)      | 7.                    |

| Astana Qazaqstan Team AST | Astana Qazaqstan Team AST  | Astana Qazaqstan Team AST |
| ------------------------- | -------------------------- | ------------------------- |
| Nr                        | Kolarz                     | Miejsce                   |
| 31                        | Stefan de Bod (RSA)        | OTL-6                     |
| 32                        | Sebastián Henao (COL)      | 33.                       |
| 33                        | Jurij Natarow (KAZ)        | DNF-6                     |
| 34                        | Antonio Nibali (ITA)       | DNF-6                     |
| 35                        | Alaksandr Rabuszenka (BLR) | DNF-5                     |
| 36                        | Javier Romo (ESP)          | DNF-2                     |
| 37                        | Andriej Zejc (KAZ)         | OTL-6                     |

| Quick-Step Alpha Vinyl QST | Quick-Step Alpha Vinyl QST       | Quick-Step Alpha Vinyl QST |
| -------------------------- | -------------------------------- | -------------------------- |
| Nr                         | Kolarz                           | Miejsce                    |
| 41                         | Julian Alaphilippe (FRA) (szosa) | 24.                        |
| 42                         | Rémi Cavagna (FRA) (szosa)       | DNF-6                      |
| 43                         | Dries Devenyns (BEL)             | DNF-6                      |
| 44                         | Remco Evenepoel (BEL)            | 24.                        |
| 45                         | James Knox (GBR)                 | DNF-6                      |
| 46                         | Mauri Vansevenant (BEL)          | 46.                        |

| Movistar Team MOV | Movistar Team MOV       | Movistar Team MOV |
| ----------------- | ----------------------- | ----------------- |
| Nr                | Kolarz                  | Miejsce           |
| 51                | Enric Mas (ESP)         | 9.                |
| 52                | Gorka Izagirre (ESP)    | 30.               |
| 53                | Gregor Mühlberger (AUT) | 45.               |
| 54                | Nelson Oliveira (POR)   | DNF-6             |
| 55                | Antonio Pedrero (ESP)   | OTL-6             |
| 56                | Óscar Rodríguez (ESP)   | 47.               |
| 57                | Sergio Samitier (ESP)   | 54.               |

| Ineos Grenadiers IGD | Ineos Grenadiers IGD               | Ineos Grenadiers IGD |
| -------------------- | ---------------------------------- | -------------------- |
| Nr                   | Kolarz                             | Miejsce              |
| 61                   | Omar Fraile (ESP) (szosa)          | OTL-6                |
| 62                   | Tao Geoghegan Hart (GBR)           | 29.                  |
| 63                   | Daniel Felipe Martínez (COL) (ITT) | 1.                   |
| 64                   | Carlos Rodríguez (ESP)             | 26.                  |
| 65                   | Geraint Thomas (GBR)               | 39.                  |
| 66                   | Ben Tulett (GBR)                   | 22.                  |
| 67                   | Adam Yates (GBR)                   | DNF-6                |

| Cofidis COF | Cofidis COF              | Cofidis COF |
| ----------- | ------------------------ | ----------- |
| Nr          | Kolarz                   | Miejsce     |
| 71          | Ion Izagirre (ESP) (ITT) | 2.          |
| 72          | André Carvalho (POR)     | DNF-5       |
| 73          | Rubén Fernández (ESP)    | OTL-6       |
| 74          | Simon Geschke (GER)      | 27.         |
| 75          | José Herrada (ESP)       | OTL-6       |
| 76          | Victor Lafay (FRA)       | DNF-6       |
| 77          | Thomas Champion (FRA)    | OTL-6       |

| Bora-Hansgrohe BOH | Bora-Hansgrohe BOH           | Bora-Hansgrohe BOH |
| ------------------ | ---------------------------- | ------------------ |
| Nr                 | Kolarz                       | Miejsce            |
| 81                 | Emanuel Buchmann (GER)       | DNF-6              |
| 82                 | Felix Großschartner (AUT)    | OTL-6              |
| 83                 | Sergio Higuita (COL) (szosa) | DNF-5              |
| 84                 | Lennard Kämna (GER)          | DNF-6              |
| 86                 | Aleksandr Własow (RUS) (ITT) | 3.                 |
| 87                 | Frederik Wandahl (DEN)       | OTL-6              |

| BikeExchange-Jayco BEX | BikeExchange-Jayco BEX | BikeExchange-Jayco BEX |
| ---------------------- | ---------------------- | ---------------------- |
| Nr                     | Kolarz                 | Miejsce                |
| 91                     | Lucas Hamilton (AUS)   | DNF-5                  |
| 92                     | Tsgabu Grmay (ETH)     | DNF-6                  |
| 93                     | Jesús David Peña (COL) | DNF-3                  |
| 94                     | Tanel Kangert (EST)    | DNF-6                  |
| 95                     | Jack Bauer (NZL)       | OTL-6                  |
| 96                     | Nick Schultz (AUS)     | DNF-6                  |
| 97                     | Jan Maas (NED)         | DNF-5                  |

| TotalEnergies TEN | TotalEnergies TEN        | TotalEnergies TEN |
| ----------------- | ------------------------ | ----------------- |
| Nr                | Kolarz                   | Miejsce           |
| 101               | Jérémy Cabot (FRA)       | 52.               |
| 102               | Fabien Doubey (FRA)      | 49.               |
| 103               | Fabien Grellier (FRA)    | OTL-6             |
| 104               | Alan Jousseaume (FRA)    | DNF-6             |
| 105               | Pierre Latour (FRA)      | DNS-5             |
| 106               | Cristián Rodríguez (ESP) | 41.               |
| 107               | Alexis Vuillermoz (FRA)  | 25.               |

| Intermarché-Wanty-Gobert Matériaux IWG | Intermarché-Wanty-Gobert Matériaux IWG | Intermarché-Wanty-Gobert Matériaux IWG |
| -------------------------------------- | -------------------------------------- | -------------------------------------- |
| Nr                                     | Kolarz                                 | Miejsce                                |
| 111                                    | Kobe Goossens (BEL)                    | DNF-5                                  |
| 112                                    | Quinten Hermans (BEL)                  | DNF-4                                  |
| 113                                    | Julius Johansen (DEN)                  | DNS-3                                  |
| 114                                    | Laurens Huys (BEL)                     | DNF-3                                  |
| 115                                    | Hugo Page (FRA)                        | DNF-3                                  |
| 116                                    | Kévin Van Melsen (BEL)                 | DNS-2                                  |
| 117                                    | Théo Delacroix (FRA)                   | DNF-5                                  |

| Team DSM DSM | Team DSM DSM             | Team DSM DSM |
| ------------ | ------------------------ | ------------ |
| Nr           | Kolarz                   | Miejsce      |
| 121          | Romain Combaud (FRA)     | OTL-6        |
| 122          | Mark Donovan (GBR)       | DNS-5        |
| 123          | Leon Heinschke (GER)     | DNF-6        |
| 124          | Andreas Leknessund (NOR) | 28.          |
| 125          | Tim Naberman (NED)       | DNF-6        |
| 126          | Florian Stork (GER)      | DNS-5        |
| 127          | Martijn Tusveld (NED)    | OTL-6        |

| Caja Rural-Seguros RGA CJR | Caja Rural-Seguros RGA CJR     | Caja Rural-Seguros RGA CJR |
| -------------------------- | ------------------------------ | -------------------------- |
| Nr                         | Kolarz                         | Miejsce                    |
| 131                        | Mikel Nieve (ESP)              | DNS-6                      |
| 132                        | Jonathan Lastra (ESP)          | 17.                        |
| 133                        | Julen Amezqueta (ESP)          | DNS-5                      |
| 134                        | Orluis Aular (VEN)             | OTL-6                      |
| 135                        | Fernando Barceló (ESP)         | 31.                        |
| 136                        | Jefferson Alveiro Cepeda (ECU) | DNF-6                      |
| 137                        | Jokin Murguialday (ESP)        | OTL-6                      |

| AG2R Citroën Team ACT | AG2R Citroën Team ACT        | AG2R Citroën Team ACT |
| --------------------- | ---------------------------- | --------------------- |
| Nr                    | Kolarz                       | Miejsce               |
| 141                   | Clément Champoussin (FRA)    | DNS-1                 |
| 142                   | Felix Gall (AUT)             | 12.                   |
| 143                   | Paul Lapeira (FRA)           | DNF-3                 |
| 144                   | Aurélien Paret-Peintre (FRA) | 37.                   |
| 145                   | Valentin Paret-Peintre (FRA) | DNS-3                 |
| 146                   | Nicolas Prodhomme (FRA)      | OTL-6                 |
| 147                   | Andrea Vendrame (ITA)        | DNS-6                 |

| Israel-Premier Tech IPT | Israel-Premier Tech IPT    | Israel-Premier Tech IPT |
| ----------------------- | -------------------------- | ----------------------- |
| Nr                      | Kolarz                     | Miejsce                 |
| 151                     | Sebastian Berwick (AUS)    | DNS-5                   |
| 152                     | Alexander Cataford (CAN)   | DNF-6                   |
| 153                     | Alessandro De Marchi (ITA) | OTL-6                   |
| 155                     | Hugo Houle (CAN)           | 50.                     |
| 156                     | James Piccoli (CAN)        | OTL-6                   |
| 157                     | Michael Woods (CAN)        | 13.                     |

| Groupama-FDJ GFC | Groupama-FDJ GFC                  | Groupama-FDJ GFC |
| ---------------- | --------------------------------- | ---------------- |
| Nr               | Kolarz                            | Miejsce          |
| 161              | David Gaudu (FRA)                 | 18.              |
| 162              | Bruno Armirail (FRA)              | 36.              |
| 163              | Ignatas Konovalovas (LTU) (szosa) | DNF-4            |
| 164              | Antoine Duchesne (CAN)            | OTL-6            |
| 165              | Rudy Molard (FRA)                 | 32.              |
| 166              | Sébastien Reichenbach (SUI)       | 19.              |
| 167              | Anthony Roux (FRA)                | OTL-6            |

| Burgos-BH BBH | Burgos-BH BBH            | Burgos-BH BBH |
| ------------- | ------------------------ | ------------- |
| Nr            | Kolarz                   | Miejsce       |
| 171           | Ander Okamika (ESP)      | OTL-6         |
| 172           | Daniel Navarro (ESP)     | 23.           |
| 173           | Óscar Cabedo (ESP)       | OTL-6         |
| 174           | Victor Langellotti (MON) | DNF-2         |
| 175           | Ángel Madrazo (ESP)      | OTL-6         |
| 176           | Pelayo Sánchez (ESP)     | DNF-6         |
| 177           | Jetse Bol (NED)          | DNF-6         |

| Trek-Segafredo TFS | Trek-Segafredo TFS       | Trek-Segafredo TFS |
| ------------------ | ------------------------ | ------------------ |
| Nr                 | Kolarz                   | Miejsce            |
| 181                | Julien Bernard (FRA)     | OTL-6              |
| 182                | Tony Gallopin (FRA)      | 48.                |
| 183                | Gianluca Brambilla (ITA) | 15.                |
| 184                | Kenny Elissonde (FRA)    | OTL-6              |
| 185                | Juan Pedro López (ESP)   | 11.                |
| 186                | Simon Pellaud (SUI)      | DNF-5              |
| 187                | Antwan Tolhoek (NED)     | DNF-4              |

| Euskaltel-Euskadi EUS | Euskaltel-Euskadi EUS  | Euskaltel-Euskadi EUS |
| --------------------- | ---------------------- | --------------------- |
| Nr                    | Kolarz                 | Miejsce               |
| 191                   | Xabier Azparren (ESP)  | OTL-6                 |
| 192                   | Ibai Azurmendi (ESP)   | DNF-5                 |
| 193                   | Mikel Bizkarra (ESP)   | 21.                   |
| 194                   | Mikel Iturria (ESP)    | OTL-6                 |
| 195                   | Asier Etxeberria (ESP) | OTL-6                 |
| 196                   | Gotzon Martín (ESP)    | 42.                   |
| 197                   | Xabier Isasa (ESP)     | OTL-6                 |

| Equipo Kern Pharma EKP | Equipo Kern Pharma EKP     | Equipo Kern Pharma EKP |
| ---------------------- | -------------------------- | ---------------------- |
| Nr                     | Kolarz                     | Miejsce                |
| 201                    | Héctor Carretero (ESP)     | DNF-5                  |
| 202                    | Roger Adrià (ESP)          | DNF-6                  |
| 203                    | Jon Agirre (ESP)           | DNF-6                  |
| 204                    | Diego López (ESP)          | OTL-6                  |
| 205                    | Daniel Méndez Noreña (COL) | DNF-5                  |
| 206                    | Ibon Ruiz (ESP)            | 51.                    |
| 207                    | Igor Arrieta (ESP)         | 34.                    |

| EF Education-EasyPost EFE | EF Education-EasyPost EFE | EF Education-EasyPost EFE |
| ------------------------- | ------------------------- | ------------------------- |
| Nr                        | Kolarz                    | Miejsce                   |
| 211                       | Rigoberto Urán (COL)      | 10.                       |
| 212                       | Diego Camargo (COL)       | OTL-6                     |
| 214                       | Ruben Guerreiro (POR)     | 20.                       |
| 215                       | Mark Padun (UKR)          | DNF-3                     |
| 216                       | James Shaw (GBR)          | OTL-6                     |
| 217                       | Jonathan Caicedo (ECU)    | OTL-6                     |

| Lotto-Soudal LTS | Lotto-Soudal LTS        | Lotto-Soudal LTS |
| ---------------- | ----------------------- | ---------------- |
| Nr               | Kolarz                  | Miejsce          |
| 221              | Filippo Conca (ITA)     | OTL-6            |
| 222              | Steff Cras (BEL)        | 16.              |
| 224              | Sylvain Moniquet (BEL)  | OTL-6            |
| 225              | Viktor Verschaeve (BEL) | DNF-5            |
| 226              | Harry Sweeny (AUS)      | DNF-2            |
| 227              | Maxim Van Gils (BEL)    | DNF-3            |

Legenda: DNF – nie ukończył etapu, OTL – przekroczył limit czasu, DNS – nie wystartował do etapu, DSQ – zdyskwalifikowany. Numer przy skrócie oznacza etap, na którym kolarz opuścił wyścig.

## Wyniki etapów

### Etap 1
| Fuenterrabía - Fuenterrabía | jazda indywidualna na czas | (7,5 km) |

| \| Klasyfikacja etapu \| Klasyfikacja etapu \| Klasyfikacja etapu \| Klasyfikacja etapu \| Klasyfikacja etapu \| \| Kolarz \| Kolarz \| Państwo \| Drużyna \| Czas \| \| ------------------ \| ------------------ \| ------------------ \| ---------------------- \| ------------------ \| \| 1. \| Primož Roglič \| Słowenia \| Jumbo-Visma \| 9' 48" \| \| 2. \| Remco Evenepoel \| Belgia \| Quick-Step Alpha Vinyl \| + 5" \| \| 3. \| Rémi Cavagna \| Francja \| Quick-Step Alpha Vinyl \| + 16" \| \| 4. \| Geraint Thomas \| Wielka Brytania \| Ineos Grenadiers \| + 18" \| \| 5. \| Adam Yates \| Wielka Brytania \| Ineos Grenadiers \| + 18" \| \| 6. \| Aleksandr Własow \| Rosja \| Bora-Hansgrohe \| + 18" \| \| 7. \| Bruno Armirail \| Francja \| Groupama-FDJ \| + 20" \| \| 8. \| Ion Izagirre \| Hiszpania \| Cofidis \| + 20" \| \| 9. \| Jonas Vingegaard \| Dania \| Jumbo-Visma \| + 20" \| \| 10. \| Ben Tulett \| Wielka Brytania \| Ineos Grenadiers \| + 21" \| |                  |                 |                        |        |
| |                  |                 |                        |        |
| Źródło: ProCyclingStats |                  |                 |                        |        |
| Klasyfikacja etapu |                  |                 |                        |        |
| Kolarz | Kolarz           | Państwo         | Drużyna                | Czas   |
| 1. | Primož Roglič    | Słowenia        | Jumbo-Visma            | 9' 48" |
| 2. | Remco Evenepoel  | Belgia          | Quick-Step Alpha Vinyl | + 5"   |
| 3. | Rémi Cavagna     | Francja         | Quick-Step Alpha Vinyl | + 16"  |
| 4. | Geraint Thomas   | Wielka Brytania | Ineos Grenadiers       | + 18"  |
| 5. | Adam Yates       | Wielka Brytania | Ineos Grenadiers       | + 18"  |
| 6. | Aleksandr Własow | Rosja           | Bora-Hansgrohe         | + 18"  |
| 7. | Bruno Armirail   | Francja         | Groupama-FDJ           | + 20"  |
| 8. | Ion Izagirre     | Hiszpania       | Cofidis                | + 20"  |
| 9. | Jonas Vingegaard | Dania           | Jumbo-Visma            | + 20"  |
| 10. | Ben Tulett       | Wielka Brytania | Ineos Grenadiers       | + 21"  |

| \| Klasyfikacja generalna \| Klasyfikacja generalna \| Klasyfikacja generalna \| Klasyfikacja generalna \| Klasyfikacja generalna \| \| Kolarz \| Kolarz \| Państwo \| Drużyna \| Czas \| \| ---------------------- \| ---------------------- \| ---------------------- \| ---------------------- \| ---------------------- \| \| 1. \| Primož Roglič \| Słowenia \| Jumbo-Visma \| 9' 48" \| \| 2. \| Remco Evenepoel \| Belgia \| Quick-Step Alpha Vinyl \| + 5" \| \| 3. \| Rémi Cavagna \| Francja \| Quick-Step Alpha Vinyl \| + 16" \| \| 4. \| Geraint Thomas \| Wielka Brytania \| Ineos Grenadiers \| + 18" \| \| 5. \| Adam Yates \| Wielka Brytania \| Ineos Grenadiers \| + 18" \| \| 6. \| Aleksandr Własow \| Rosja \| Bora-Hansgrohe \| + 18" \| \| 7. \| Bruno Armirail \| Francja \| Groupama-FDJ \| + 20" \| \| 8. \| Ion Izagirre \| Hiszpania \| Cofidis \| + 20" \| \| 9. \| Jonas Vingegaard \| Dania \| Jumbo-Visma \| + 20" \| \| 10. \| Ben Tulett \| Wielka Brytania \| Ineos Grenadiers \| + 21" \| |                  |                 |                        |        |
| |                  |                 |                        |        |
| Źródło: ProCyclingStats |                  |                 |                        |        |
| Klasyfikacja generalna |                  |                 |                        |        |
| Kolarz | Kolarz           | Państwo         | Drużyna                | Czas   |
| 1. | Primož Roglič    | Słowenia        | Jumbo-Visma            | 9' 48" |
| 2. | Remco Evenepoel  | Belgia          | Quick-Step Alpha Vinyl | + 5"   |
| 3. | Rémi Cavagna     | Francja         | Quick-Step Alpha Vinyl | + 16"  |
| 4. | Geraint Thomas   | Wielka Brytania | Ineos Grenadiers       | + 18"  |
| 5. | Adam Yates       | Wielka Brytania | Ineos Grenadiers       | + 18"  |
| 6. | Aleksandr Własow | Rosja           | Bora-Hansgrohe         | + 18"  |
| 7. | Bruno Armirail   | Francja         | Groupama-FDJ           | + 20"  |
| 8. | Ion Izagirre     | Hiszpania       | Cofidis                | + 20"  |
| 9. | Jonas Vingegaard | Dania           | Jumbo-Visma            | + 20"  |
| 10. | Ben Tulett       | Wielka Brytania | Ineos Grenadiers       | + 21"  |

### Etap 2
| Leitza - Viana | pagórkowaty | (207,9 km) |

| \| Klasyfikacja etapu \| Klasyfikacja etapu \| Klasyfikacja etapu \| Klasyfikacja etapu \| Klasyfikacja etapu \| \| Kolarz \| Kolarz \| Państwo \| Drużyna \| Czas \| \| ------------------ \| ------------------ \| ------------------ \| ---------------------------------- \| ------------------ \| \| 1. \| Julian Alaphilippe \| Francja \| Quick-Step Alpha Vinyl \| 5h 04' 35" \| \| 2. \| Fabien Doubey \| Francja \| TotalEnergies \| + 0" \| \| 3. \| Quinten Hermans \| Belgia \| Intermarché-Wanty-Gobert Matériaux \| + 0" \| \| 4. \| Hugo Houle \| Kanada \| Israel-Premier Tech \| + 0" \| \| 5. \| Orluis Aular \| Wenezuela \| Caja Rural-Seguros RGA \| + 0" \| \| 6. \| Gotzon Martín \| Hiszpania \| Euskaltel-Euskadi \| + 0" \| \| 7. \| Adam Yates \| Wielka Brytania \| Ineos Grenadiers \| + 0" \| \| 8. \| David Gaudu \| Francja \| Groupama-FDJ \| + 0" \| \| 9. \| Remco Evenepoel \| Belgia \| Quick-Step Alpha Vinyl \| + 0" \| \| 10. \| Maxim Van Gils \| Belgia \| Lotto-Soudal \| + 0" \| |                    |                 |                                    |            |
| |                    |                 |                                    |            |
| Źródło: ProCyclingStats |                    |                 |                                    |            |
| Klasyfikacja etapu |                    |                 |                                    |            |
| Kolarz | Kolarz             | Państwo         | Drużyna                            | Czas       |
| 1. | Julian Alaphilippe | Francja         | Quick-Step Alpha Vinyl             | 5h 04' 35" |
| 2. | Fabien Doubey      | Francja         | TotalEnergies                      | + 0"       |
| 3. | Quinten Hermans    | Belgia          | Intermarché-Wanty-Gobert Matériaux | + 0"       |
| 4. | Hugo Houle         | Kanada          | Israel-Premier Tech                | + 0"       |
| 5. | Orluis Aular       | Wenezuela       | Caja Rural-Seguros RGA             | + 0"       |
| 6. | Gotzon Martín      | Hiszpania       | Euskaltel-Euskadi                  | + 0"       |
| 7. | Adam Yates         | Wielka Brytania | Ineos Grenadiers                   | + 0"       |
| 8. | David Gaudu        | Francja         | Groupama-FDJ                       | + 0"       |
| 9. | Remco Evenepoel    | Belgia          | Quick-Step Alpha Vinyl             | + 0"       |
| 10. | Maxim Van Gils     | Belgia          | Lotto-Soudal                       | + 0"       |

| \| Klasyfikacja generalna \| Klasyfikacja generalna \| Klasyfikacja generalna \| Klasyfikacja generalna \| Klasyfikacja generalna \| \| Kolarz \| Kolarz \| Państwo \| Drużyna \| Czas \| \| ---------------------- \| ---------------------- \| ---------------------- \| ---------------------- \| ---------------------- \| \| 1. \| Primož Roglič \| Słowenia \| Jumbo-Visma \| 5h 04' 35" \| \| 2. \| Remco Evenepoel \| Belgia \| Quick-Step Alpha Vinyl \| + 5" \| \| 3. \| Rémi Cavagna \| Francja \| Quick-Step Alpha Vinyl \| + 16" \| \| 4. \| Geraint Thomas \| Wielka Brytania \| Ineos Grenadiers \| + 18" \| \| 5. \| Adam Yates \| Wielka Brytania \| Ineos Grenadiers \| + 18" \| \| 6. \| Aleksandr Własow \| Rosja \| Bora-Hansgrohe \| + 18" \| \| 7. \| Bruno Armirail \| Francja \| Groupama-FDJ \| + 20" \| \| 8. \| Ion Izagirre \| Hiszpania \| Cofidis \| + 20" \| \| 9. \| Jonas Vingegaard \| Dania \| Jumbo-Visma \| + 20" \| \| 10. \| Ben Tulett \| Wielka Brytania \| Ineos Grenadiers \| + 21" \| |                  |                 |                        |            |
| |                  |                 |                        |            |
| Źródło: ProCyclingStats |                  |                 |                        |            |
| Klasyfikacja generalna |                  |                 |                        |            |
| Kolarz | Kolarz           | Państwo         | Drużyna                | Czas       |
| 1. | Primož Roglič    | Słowenia        | Jumbo-Visma            | 5h 04' 35" |
| 2. | Remco Evenepoel  | Belgia          | Quick-Step Alpha Vinyl | + 5"       |
| 3. | Rémi Cavagna     | Francja         | Quick-Step Alpha Vinyl | + 16"      |
| 4. | Geraint Thomas   | Wielka Brytania | Ineos Grenadiers       | + 18"      |
| 5. | Adam Yates       | Wielka Brytania | Ineos Grenadiers       | + 18"      |
| 6. | Aleksandr Własow | Rosja           | Bora-Hansgrohe         | + 18"      |
| 7. | Bruno Armirail   | Francja         | Groupama-FDJ           | + 20"      |
| 8. | Ion Izagirre     | Hiszpania       | Cofidis                | + 20"      |
| 9. | Jonas Vingegaard | Dania           | Jumbo-Visma            | + 20"      |
| 10. | Ben Tulett       | Wielka Brytania | Ineos Grenadiers       | + 21"      |

### Etap 3
| Llodio - Amurrio | górzysty | (181,7 km) |

| \| Klasyfikacja etapu \| Klasyfikacja etapu \| Klasyfikacja etapu \| Klasyfikacja etapu \| Klasyfikacja etapu \| \| Kolarz \| Kolarz \| Państwo \| Drużyna \| Czas \| \| ------------------ \| ------------------ \| ------------------ \| ---------------------- \| ------------------ \| \| 1. \| Pello Bilbao \| Hiszpania \| Bahrain Victorious \| 4h 35' 24" \| \| 2. \| Julian Alaphilippe \| Francja \| Quick-Step Alpha Vinyl \| + 0" \| \| 3. \| Aleksandr Własow \| Rosja \| Bora-Hansgrohe \| + 0" \| \| 4. \| David Gaudu \| Francja \| Groupama-FDJ \| + 0" \| \| 5. \| Enric Mas \| Hiszpania \| Movistar Team \| + 0" \| \| 6. \| Pierre Latour \| Francja \| TotalEnergies \| + 0" \| \| 7. \| Primož Roglič \| Słowenia \| Jumbo-Visma \| + 0" \| \| 8. \| Ion Izagirre \| Hiszpania \| Cofidis \| + 0" \| \| 9. \| Jonas Vingegaard \| Dania \| Jumbo-Visma \| + 0" \| \| 10. \| Rigoberto Urán \| Kolumbia \| EF Education-EasyPost \| + 0" \| |                    |           |                        |            |
| |                    |           |                        |            |
| Źródło: ProCyclingStats |                    |           |                        |            |
| Klasyfikacja etapu |                    |           |                        |            |
| Kolarz | Kolarz             | Państwo   | Drużyna                | Czas       |
| 1. | Pello Bilbao       | Hiszpania | Bahrain Victorious     | 4h 35' 24" |
| 2. | Julian Alaphilippe | Francja   | Quick-Step Alpha Vinyl | + 0"       |
| 3. | Aleksandr Własow   | Rosja     | Bora-Hansgrohe         | + 0"       |
| 4. | David Gaudu        | Francja   | Groupama-FDJ           | + 0"       |
| 5. | Enric Mas          | Hiszpania | Movistar Team          | + 0"       |
| 6. | Pierre Latour      | Francja   | TotalEnergies          | + 0"       |
| 7. | Primož Roglič      | Słowenia  | Jumbo-Visma            | + 0"       |
| 8. | Ion Izagirre       | Hiszpania | Cofidis                | + 0"       |
| 9. | Jonas Vingegaard   | Dania     | Jumbo-Visma            | + 0"       |
| 10. | Rigoberto Urán     | Kolumbia  | EF Education-EasyPost  | + 0"       |

| \| Klasyfikacja generalna \| Klasyfikacja generalna \| Klasyfikacja generalna \| Klasyfikacja generalna \| Klasyfikacja generalna \| \| Kolarz \| Kolarz \| Państwo \| Drużyna \| Czas \| \| ---------------------- \| ---------------------- \| ---------------------- \| ---------------------- \| ---------------------- \| \| 1. \| Primož Roglič \| Słowenia \| Jumbo-Visma \| 9h 49' 47" \| \| 2. \| Remco Evenepoel \| Belgia \| Quick-Step Alpha Vinyl \| + 5" \| \| 3. \| Aleksandr Własow \| Rosja \| Bora-Hansgrohe \| + 14" \| \| 4. \| Adam Yates \| Wielka Brytania \| Ineos Grenadiers \| + 18" \| \| 5. \| Pello Bilbao \| Hiszpania \| Bahrain Victorious \| + 19" \| \| 6. \| Jonas Vingegaard \| Dania \| Jumbo-Visma \| + 19" \| \| 7. \| Ion Izagirre \| Hiszpania \| Cofidis \| + 20" \| \| 8. \| Daniel Felipe Martínez \| Kolumbia \| Ineos Grenadiers \| + 21" \| \| 9. \| Pierre Latour \| Francja \| TotalEnergies \| + 25" \| \| 10. \| Julian Alaphilippe \| Francja \| Quick-Step Alpha Vinyl \| + 28" \| |                        |                 |                        |            |
| |                        |                 |                        |            |
| Źródło: ProCyclingStats |                        |                 |                        |            |
| Klasyfikacja generalna |                        |                 |                        |            |
| Kolarz | Kolarz                 | Państwo         | Drużyna                | Czas       |
| 1. | Primož Roglič          | Słowenia        | Jumbo-Visma            | 9h 49' 47" |
| 2. | Remco Evenepoel        | Belgia          | Quick-Step Alpha Vinyl | + 5"       |
| 3. | Aleksandr Własow       | Rosja           | Bora-Hansgrohe         | + 14"      |
| 4. | Adam Yates             | Wielka Brytania | Ineos Grenadiers       | + 18"      |
| 5. | Pello Bilbao           | Hiszpania       | Bahrain Victorious     | + 19"      |
| 6. | Jonas Vingegaard       | Dania           | Jumbo-Visma            | + 19"      |
| 7. | Ion Izagirre           | Hiszpania       | Cofidis                | + 20"      |
| 8. | Daniel Felipe Martínez | Kolumbia        | Ineos Grenadiers       | + 21"      |
| 9. | Pierre Latour          | Francja         | TotalEnergies          | + 25"      |
| 10. | Julian Alaphilippe     | Francja         | Quick-Step Alpha Vinyl | + 28"      |

### Etap 4
| Vitoria-Gasteiz - Zamudio | górzysty | (185,6 km) |

| \| Klasyfikacja etapu \| Klasyfikacja etapu \| Klasyfikacja etapu \| Klasyfikacja etapu \| Klasyfikacja etapu \| \| Kolarz \| Kolarz \| Państwo \| Drużyna \| Czas \| \| ------------------ \| ---------------------- \| ------------------ \| ---------------------- \| ------------------ \| \| 1. \| Daniel Felipe Martínez \| Kolumbia \| Ineos Grenadiers \| 4h 15' 23" \| \| 2. \| Julian Alaphilippe \| Francja \| Quick-Step Alpha Vinyl \| + 0" \| \| 3. \| Diego Ulissi \| Włochy \| UAE Team Emirates \| + 0" \| \| 4. \| Primož Roglič \| Słowenia \| Jumbo-Visma \| + 0" \| \| 5. \| Pello Bilbao \| Hiszpania \| Bahrain Victorious \| + 0" \| \| 6. \| Orluis Aular \| Wenezuela \| Caja Rural-Seguros RGA \| + 0" \| \| 7. \| Ruben Guerreiro \| Portugalia \| EF Education-EasyPost \| + 0" \| \| 8. \| Rudy Molard \| Francja \| Groupama-FDJ \| + 0" \| \| 9. \| Aleksandr Własow \| Rosja \| Bora-Hansgrohe \| + 0" \| \| 10. \| Gianluca Brambilla \| Włochy \| Trek-Segafredo \| + 0" \| |                        |            |                        |            |
| |                        |            |                        |            |
| Źródło: ProCyclingStats |                        |            |                        |            |
| Klasyfikacja etapu |                        |            |                        |            |
| Kolarz | Kolarz                 | Państwo    | Drużyna                | Czas       |
| 1. | Daniel Felipe Martínez | Kolumbia   | Ineos Grenadiers       | 4h 15' 23" |
| 2. | Julian Alaphilippe     | Francja    | Quick-Step Alpha Vinyl | + 0"       |
| 3. | Diego Ulissi           | Włochy     | UAE Team Emirates      | + 0"       |
| 4. | Primož Roglič          | Słowenia   | Jumbo-Visma            | + 0"       |
| 5. | Pello Bilbao           | Hiszpania  | Bahrain Victorious     | + 0"       |
| 6. | Orluis Aular           | Wenezuela  | Caja Rural-Seguros RGA | + 0"       |
| 7. | Ruben Guerreiro        | Portugalia | EF Education-EasyPost  | + 0"       |
| 8. | Rudy Molard            | Francja    | Groupama-FDJ           | + 0"       |
| 9. | Aleksandr Własow       | Rosja      | Bora-Hansgrohe         | + 0"       |
| 10. | Gianluca Brambilla     | Włochy     | Trek-Segafredo         | + 0"       |

| \| Klasyfikacja generalna \| Klasyfikacja generalna \| Klasyfikacja generalna \| Klasyfikacja generalna \| Klasyfikacja generalna \| \| Kolarz \| Kolarz \| Państwo \| Drużyna \| Czas \| \| ---------------------- \| ---------------------- \| ---------------------- \| ---------------------- \| ---------------------- \| \| 1. \| Primož Roglič \| Słowenia \| Jumbo-Visma \| 14h 05' 10" \| \| 2. \| Remco Evenepoel \| Belgia \| Quick-Step Alpha Vinyl \| + 5" \| \| 3. \| Daniel Felipe Martínez \| Kolumbia \| Ineos Grenadiers \| + 11" \| \| 4. \| Aleksandr Własow \| Rosja \| Bora-Hansgrohe \| + 14" \| \| 5. \| Adam Yates \| Wielka Brytania \| Ineos Grenadiers \| + 18" \| \| 6. \| Pello Bilbao \| Hiszpania \| Bahrain Victorious \| + 19" \| \| 7. \| Jonas Vingegaard \| Dania \| Jumbo-Visma \| + 19" \| \| 8. \| Ion Izagirre \| Hiszpania \| Cofidis \| + 20" \| \| 9. \| Julian Alaphilippe \| Francja \| Quick-Step Alpha Vinyl \| + 22" \| \| 10. \| David Gaudu \| Francja \| Groupama-FDJ \| + 32" \| |                        |                 |                        |             |
| |                        |                 |                        |             |
| Źródło: ProCyclingStats |                        |                 |                        |             |
| Klasyfikacja generalna |                        |                 |                        |             |
| Kolarz | Kolarz                 | Państwo         | Drużyna                | Czas        |
| 1. | Primož Roglič          | Słowenia        | Jumbo-Visma            | 14h 05' 10" |
| 2. | Remco Evenepoel        | Belgia          | Quick-Step Alpha Vinyl | + 5"        |
| 3. | Daniel Felipe Martínez | Kolumbia        | Ineos Grenadiers       | + 11"       |
| 4. | Aleksandr Własow       | Rosja           | Bora-Hansgrohe         | + 14"       |
| 5. | Adam Yates             | Wielka Brytania | Ineos Grenadiers       | + 18"       |
| 6. | Pello Bilbao           | Hiszpania       | Bahrain Victorious     | + 19"       |
| 7. | Jonas Vingegaard       | Dania           | Jumbo-Visma            | + 19"       |
| 8. | Ion Izagirre           | Hiszpania       | Cofidis                | + 20"       |
| 9. | Julian Alaphilippe     | Francja         | Quick-Step Alpha Vinyl | + 22"       |
| 10. | David Gaudu            | Francja         | Groupama-FDJ           | + 32"       |

### Etap 5
| Zamudio - Mallabia | górski | (163,7 km) |

| \| Klasyfikacja etapu \| Klasyfikacja etapu \| Klasyfikacja etapu \| Klasyfikacja etapu \| Klasyfikacja etapu \| \| Kolarz \| Kolarz \| Państwo \| Drużyna \| Czas \| \| ------------------ \| ---------------------- \| ------------------ \| ---------------------- \| ------------------ \| \| 1. \| Carlos Rodríguez \| Hiszpania \| Ineos Grenadiers \| 4h 07' 09" \| \| 2. \| Daniel Felipe Martínez \| Kolumbia \| Ineos Grenadiers \| + 7" \| \| 3. \| Remco Evenepoel \| Belgia \| Quick-Step Alpha Vinyl \| + 9" \| \| 4. \| Ion Izagirre \| Hiszpania \| Cofidis \| + 11" \| \| 5. \| Enric Mas \| Hiszpania \| Movistar Team \| + 11" \| \| 6. \| Pello Bilbao \| Hiszpania \| Bahrain Victorious \| + 13" \| \| 7. \| Aleksandr Własow \| Rosja \| Bora-Hansgrohe \| + 18" \| \| 8. \| Jonas Vingegaard \| Dania \| Jumbo-Visma \| + 20" \| \| 9. \| Marc Soler \| Hiszpania \| UAE Team Emirates \| + 38" \| \| 10. \| Fernando Barceló \| Hiszpania \| Caja Rural-Seguros RGA \| + 1' 07" \| |                        |           |                        |            |
| |                        |           |                        |            |
| Źródło: ProCyclingStats |                        |           |                        |            |
| Klasyfikacja etapu |                        |           |                        |            |
| Kolarz | Kolarz                 | Państwo   | Drużyna                | Czas       |
| 1. | Carlos Rodríguez       | Hiszpania | Ineos Grenadiers       | 4h 07' 09" |
| 2. | Daniel Felipe Martínez | Kolumbia  | Ineos Grenadiers       | + 7"       |
| 3. | Remco Evenepoel        | Belgia    | Quick-Step Alpha Vinyl | + 9"       |
| 4. | Ion Izagirre           | Hiszpania | Cofidis                | + 11"      |
| 5. | Enric Mas              | Hiszpania | Movistar Team          | + 11"      |
| 6. | Pello Bilbao           | Hiszpania | Bahrain Victorious     | + 13"      |
| 7. | Aleksandr Własow       | Rosja     | Bora-Hansgrohe         | + 18"      |
| 8. | Jonas Vingegaard       | Dania     | Jumbo-Visma            | + 20"      |
| 9. | Marc Soler             | Hiszpania | UAE Team Emirates      | + 38"      |
| 10. | Fernando Barceló       | Hiszpania | Caja Rural-Seguros RGA | + 1' 07"   |

| \| Klasyfikacja generalna \| Klasyfikacja generalna \| Klasyfikacja generalna \| Klasyfikacja generalna \| Klasyfikacja generalna \| \| Kolarz \| Kolarz \| Państwo \| Drużyna \| Czas \| \| ---------------------- \| ---------------------- \| ---------------------- \| ---------------------- \| ---------------------- \| \| 1. \| Remco Evenepoel \| Belgia \| Quick-Step Alpha Vinyl \| 18h 12' 29" \| \| 2. \| Daniel Felipe Martínez \| Kolumbia \| Ineos Grenadiers \| + 2" \| \| 3. \| Ion Izagirre \| Hiszpania \| Cofidis \| + 21" \| \| 4. \| Aleksandr Własow \| Rosja \| Bora-Hansgrohe \| + 22" \| \| 5. \| Pello Bilbao \| Hiszpania \| Bahrain Victorious \| + 22" \| \| 6. \| Jonas Vingegaard \| Dania \| Jumbo-Visma \| + 29" \| \| 7. \| Enric Mas \| Hiszpania \| Movistar Team \| + 37" \| \| 8. \| Primož Roglič \| Słowenia \| Jumbo-Visma \| + 1' 05" \| \| 9. \| Adam Yates \| Wielka Brytania \| Ineos Grenadiers \| + 1' 15" \| \| 10. \| Marc Soler \| Hiszpania \| UAE Team Emirates \| + 1' 30" \| |                        |                 |                        |             |
| |                        |                 |                        |             |
| Źródło: ProCyclingStats |                        |                 |                        |             |
| Klasyfikacja generalna |                        |                 |                        |             |
| Kolarz | Kolarz                 | Państwo         | Drużyna                | Czas        |
| 1. | Remco Evenepoel        | Belgia          | Quick-Step Alpha Vinyl | 18h 12' 29" |
| 2. | Daniel Felipe Martínez | Kolumbia        | Ineos Grenadiers       | + 2"        |
| 3. | Ion Izagirre           | Hiszpania       | Cofidis                | + 21"       |
| 4. | Aleksandr Własow       | Rosja           | Bora-Hansgrohe         | + 22"       |
| 5. | Pello Bilbao           | Hiszpania       | Bahrain Victorious     | + 22"       |
| 6. | Jonas Vingegaard       | Dania           | Jumbo-Visma            | + 29"       |
| 7. | Enric Mas              | Hiszpania       | Movistar Team          | + 37"       |
| 8. | Primož Roglič          | Słowenia        | Jumbo-Visma            | + 1' 05"    |
| 9. | Adam Yates             | Wielka Brytania | Ineos Grenadiers       | + 1' 15"    |
| 10. | Marc Soler             | Hiszpania       | UAE Team Emirates      | + 1' 30"    |

### Etap 6
| Eibar - Arrate | górski | (135,6 km) |

| \| Klasyfikacja etapu \| Klasyfikacja etapu \| Klasyfikacja etapu \| Klasyfikacja etapu \| Klasyfikacja etapu \| \| Kolarz \| Kolarz \| Państwo \| Drużyna \| Czas \| \| ------------------ \| ---------------------- \| ------------------ \| ---------------------- \| ------------------ \| \| 1. \| Ion Izagirre \| Hiszpania \| Cofidis \| 3h 47' 07" \| \| 2. \| Aleksandr Własow \| Rosja \| Bora-Hansgrohe \| + 0" \| \| 3. \| Marc Soler \| Hiszpania \| UAE Team Emirates \| + 0" \| \| 4. \| Daniel Felipe Martínez \| Kolumbia \| Ineos Grenadiers \| + 0" \| \| 5. \| Jonas Vingegaard \| Dania \| Jumbo-Visma \| + 3" \| \| 6. \| Pello Bilbao \| Hiszpania \| Bahrain Victorious \| + 13" \| \| 7. \| Remco Evenepoel \| Belgia \| Quick-Step Alpha Vinyl \| + 24" \| \| 8. \| Juan Pedro López \| Hiszpania \| Trek-Segafredo \| + 52" \| \| 9. \| Davide Formolo \| Włochy \| UAE Team Emirates \| + 1' 29" \| \| 10. \| Felix Gall \| Austria \| AG2R Citroën Team \| + 1' 41" \| |                        |           |                        |            |
| |                        |           |                        |            |
| Źródło: ProCyclingStats |                        |           |                        |            |
| Klasyfikacja etapu |                        |           |                        |            |
| Kolarz | Kolarz                 | Państwo   | Drużyna                | Czas       |
| 1. | Ion Izagirre           | Hiszpania | Cofidis                | 3h 47' 07" |
| 2. | Aleksandr Własow       | Rosja     | Bora-Hansgrohe         | + 0"       |
| 3. | Marc Soler             | Hiszpania | UAE Team Emirates      | + 0"       |
| 4. | Daniel Felipe Martínez | Kolumbia  | Ineos Grenadiers       | + 0"       |
| 5. | Jonas Vingegaard       | Dania     | Jumbo-Visma            | + 3"       |
| 6. | Pello Bilbao           | Hiszpania | Bahrain Victorious     | + 13"      |
| 7. | Remco Evenepoel        | Belgia    | Quick-Step Alpha Vinyl | + 24"      |
| 8. | Juan Pedro López       | Hiszpania | Trek-Segafredo         | + 52"      |
| 9. | Davide Formolo         | Włochy    | UAE Team Emirates      | + 1' 29"   |
| 10. | Felix Gall             | Austria   | AG2R Citroën Team      | + 1' 41"   |

## Klasyfikacje

### Klasyfikacja generalna
| \| Klasyfikacja generalna \| Klasyfikacja generalna \| Klasyfikacja generalna \| Klasyfikacja generalna \| Klasyfikacja generalna \| \| Kolarz \| Kolarz \| Państwo \| Drużyna \| Czas \| \| ---------------------- \| ---------------------- \| ---------------------- \| ---------------------- \| ---------------------- \| \| 1. \| Daniel Felipe Martínez \| Kolumbia \| Ineos Grenadiers \| 21h 59' 36" \| \| 2. \| Ion Izagirre \| Hiszpania \| Cofidis \| + 11" \| \| 3. \| Aleksandr Własow \| Rosja \| Bora-Hansgrohe \| + 16" \| \| 4. \| Remco Evenepoel \| Belgia \| Quick-Step Alpha Vinyl \| + 21" \| \| 5. \| Pello Bilbao \| Hiszpania \| Bahrain Victorious \| + 32" \| \| 6. \| Jonas Vingegaard \| Dania \| Jumbo-Visma \| + 32" \| \| 7. \| Marc Soler \| Hiszpania \| UAE Team Emirates \| + 1' 26" \| \| 8. \| Primož Roglič \| Słowenia \| Jumbo-Visma \| + 3' 18" \| \| 9. \| Enric Mas \| Hiszpania \| Movistar Team \| + 3' 55" \| \| 10. \| Rigoberto Urán \| Kolumbia \| EF Education-EasyPost \| + 5' 03" \| \| 11. \| Juan Pedro López \| Hiszpania \| Trek-Segafredo \| + 5' 24" \| \| 12. \| Felix Gall \| Austria \| AG2R Citroën Team \| + 5' 58" \| \| 13. \| Michael Woods \| Kanada \| Israel-Premier Tech \| + 7' 16" \| \| 14. \| Diego Ulissi \| Włochy \| UAE Team Emirates \| + 7' 25" \| \| 15. \| Gianluca Brambilla \| Włochy \| Trek-Segafredo \| + 8' 02" \| \| 16. \| Steff Cras \| Belgia \| Lotto-Soudal \| + 8' 32" \| \| 17. \| Jonathan Lastra \| Hiszpania \| Caja Rural-Seguros RGA \| + 8' 43" \| \| 18. \| David Gaudu \| Francja \| Groupama-FDJ \| + 8' 49" \| \| 19. \| Sébastien Reichenbach \| Szwajcaria \| Groupama-FDJ \| + 8' 51" \| \| 20. \| Ruben Guerreiro \| Portugalia \| EF Education-EasyPost \| + 12' 18" \| \| 21. \| Mikel Bizkarra \| Hiszpania \| Euskaltel-Euskadi \| + 13' 08" \| \| 22. \| Ben Tulett \| Wielka Brytania \| Ineos Grenadiers \| + 13' 25" \| \| 23. \| Daniel Navarro \| Hiszpania \| Burgos-BH \| + 14' 07" \| \| 24. \| Julian Alaphilippe \| Francja \| Quick-Step Alpha Vinyl \| + 14' 08" \| \| 25. \| Alexis Vuillermoz \| Francja \| TotalEnergies \| + 14' 21" \| |                        |                 |                        |             |
| |                        |                 |                        |             |
| Źródło: ProCyclingStats |                        |                 |                        |             |
| Klasyfikacja generalna |                        |                 |                        |             |
| Kolarz | Kolarz                 | Państwo         | Drużyna                | Czas        |
| 1. | Daniel Felipe Martínez | Kolumbia        | Ineos Grenadiers       | 21h 59' 36" |
| 2. | Ion Izagirre           | Hiszpania       | Cofidis                | + 11"       |
| 3. | Aleksandr Własow       | Rosja           | Bora-Hansgrohe         | + 16"       |
| 4. | Remco Evenepoel        | Belgia          | Quick-Step Alpha Vinyl | + 21"       |
| 5. | Pello Bilbao           | Hiszpania       | Bahrain Victorious     | + 32"       |
| 6. | Jonas Vingegaard       | Dania           | Jumbo-Visma            | + 32"       |
| 7. | Marc Soler             | Hiszpania       | UAE Team Emirates      | + 1' 26"    |
| 8. | Primož Roglič          | Słowenia        | Jumbo-Visma            | + 3' 18"    |
| 9. | Enric Mas              | Hiszpania       | Movistar Team          | + 3' 55"    |
| 10. | Rigoberto Urán         | Kolumbia        | EF Education-EasyPost  | + 5' 03"    |
| 11. | Juan Pedro López       | Hiszpania       | Trek-Segafredo         | + 5' 24"    |
| 12. | Felix Gall             | Austria         | AG2R Citroën Team      | + 5' 58"    |
| 13. | Michael Woods          | Kanada          | Israel-Premier Tech    | + 7' 16"    |
| 14. | Diego Ulissi           | Włochy          | UAE Team Emirates      | + 7' 25"    |
| 15. | Gianluca Brambilla     | Włochy          | Trek-Segafredo         | + 8' 02"    |
| 16. | Steff Cras             | Belgia          | Lotto-Soudal           | + 8' 32"    |
| 17. | Jonathan Lastra        | Hiszpania       | Caja Rural-Seguros RGA | + 8' 43"    |
| 18. | David Gaudu            | Francja         | Groupama-FDJ           | + 8' 49"    |
| 19. | Sébastien Reichenbach  | Szwajcaria      | Groupama-FDJ           | + 8' 51"    |
| 20. | Ruben Guerreiro        | Portugalia      | EF Education-EasyPost  | + 12' 18"   |
| 21. | Mikel Bizkarra         | Hiszpania       | Euskaltel-Euskadi      | + 13' 08"   |
| 22. | Ben Tulett             | Wielka Brytania | Ineos Grenadiers       | + 13' 25"   |
| 23. | Daniel Navarro         | Hiszpania       | Burgos-BH              | + 14' 07"   |
| 24. | Julian Alaphilippe     | Francja         | Quick-Step Alpha Vinyl | + 14' 08"   |
| 25. | Alexis Vuillermoz      | Francja         | TotalEnergies          | + 14' 21"   |

| Klasyfikacja punktowa | Klasyfikacja punktowa  | Klasyfikacja punktowa | Klasyfikacja punktowa  | Klasyfikacja punktowa |
| Kolarz                | Kolarz                 | Państwo               | Drużyna                | Punkty                |
| --------------------- | ---------------------- | --------------------- | ---------------------- | --------------------- |
| 1.                    | Daniel Felipe Martínez | Kolumbia              | Ineos Grenadiers       | 74 pkt                |
| 2.                    | Julian Alaphilippe     | Francja               | Quick-Step Alpha Vinyl | 65 pkt                |
| 3.                    | Remco Evenepoel        | Belgia                | Quick-Step Alpha Vinyl | 65 pkt                |
| 4.                    | Aleksandr Własow       | Rosja                 | Bora-Hansgrohe         | 62 pkt                |
| 5.                    | Pello Bilbao           | Hiszpania             | Bahrain Victorious     | 61 pkt                |
| 6.                    | Ion Izagirre           | Hiszpania             | Cofidis                | 57 pkt                |
| 7.                    | Primož Roglič          | Słowenia              | Jumbo-Visma            | 56 pkt                |
| 8.                    | Marc Soler             | Hiszpania             | UAE Team Emirates      | 45 pkt                |
| 9.                    | Jonas Vingegaard       | Dania                 | Jumbo-Visma            | 38 pkt                |
| 10.                   | Carlos Rodríguez       | Hiszpania             | Ineos Grenadiers       | 37 pkt                |

| Klasyfikacja punktowa | Klasyfikacja punktowa  | Klasyfikacja punktowa | Klasyfikacja punktowa  | Klasyfikacja punktowa |
| Kolarz                | Kolarz                 | Państwo               | Drużyna                | Punkty                |
| --------------------- | ---------------------- | --------------------- | ---------------------- | --------------------- |
| 1.                    | Daniel Felipe Martínez | Kolumbia              | Ineos Grenadiers       | 74 pkt                |
| 2.                    | Julian Alaphilippe     | Francja               | Quick-Step Alpha Vinyl | 65 pkt                |
| 3.                    | Remco Evenepoel        | Belgia                | Quick-Step Alpha Vinyl | 65 pkt                |
| 4.                    | Aleksandr Własow       | Rosja                 | Bora-Hansgrohe         | 62 pkt                |
| 5.                    | Pello Bilbao           | Hiszpania             | Bahrain Victorious     | 61 pkt                |
| 6.                    | Ion Izagirre           | Hiszpania             | Cofidis                | 57 pkt                |
| 7.                    | Primož Roglič          | Słowenia              | Jumbo-Visma            | 56 pkt                |
| 8.                    | Marc Soler             | Hiszpania             | UAE Team Emirates      | 45 pkt                |
| 9.                    | Jonas Vingegaard       | Dania                 | Jumbo-Visma            | 38 pkt                |
| 10.                   | Carlos Rodríguez       | Hiszpania             | Ineos Grenadiers       | 37 pkt                |

| Klasyfikacja górska | Klasyfikacja górska    | Klasyfikacja górska | Klasyfikacja górska | Klasyfikacja górska |
| Kolarz              | Kolarz                 | Państwo             | Drużyna             | Punkty              |
| ------------------- | ---------------------- | ------------------- | ------------------- | ------------------- |
| 1.                  | Cristián Rodríguez     | Hiszpania           | TotalEnergies       | 40 pkt              |
| 2.                  | Davide Formolo         | Włochy              | UAE Team Emirates   | 38 pkt              |
| 3.                  | Jonas Vingegaard       | Dania               | Jumbo-Visma         | 17 pkt              |
| 4.                  | Daniel Felipe Martínez | Kolumbia            | Ineos Grenadiers    | 12 pkt              |
| 5.                  | Ibon Ruiz              | Hiszpania           | Equipo Kern Pharma  | 12 pkt              |
| 6.                  | Marc Soler             | Hiszpania           | UAE Team Emirates   | 12 pkt              |
| 7.                  | Carlos Rodríguez       | Hiszpania           | Ineos Grenadiers    | 10 pkt              |
| 8.                  | Geraint Thomas         | Wielka Brytania     | Ineos Grenadiers    | 10 pkt              |
| 9.                  | Tony Gallopin          | Francja             | Trek-Segafredo      | 10 pkt              |
| 10.                 | Ion Izagirre           | Hiszpania           | Cofidis             | 9 pkt               |

| Klasyfikacja górska | Klasyfikacja górska    | Klasyfikacja górska | Klasyfikacja górska | Klasyfikacja górska |
| Kolarz              | Kolarz                 | Państwo             | Drużyna             | Punkty              |
| ------------------- | ---------------------- | ------------------- | ------------------- | ------------------- |
| 1.                  | Cristián Rodríguez     | Hiszpania           | TotalEnergies       | 40 pkt              |
| 2.                  | Davide Formolo         | Włochy              | UAE Team Emirates   | 38 pkt              |
| 3.                  | Jonas Vingegaard       | Dania               | Jumbo-Visma         | 17 pkt              |
| 4.                  | Daniel Felipe Martínez | Kolumbia            | Ineos Grenadiers    | 12 pkt              |
| 5.                  | Ibon Ruiz              | Hiszpania           | Equipo Kern Pharma  | 12 pkt              |
| 6.                  | Marc Soler             | Hiszpania           | UAE Team Emirates   | 12 pkt              |
| 7.                  | Carlos Rodríguez       | Hiszpania           | Ineos Grenadiers    | 10 pkt              |
| 8.                  | Geraint Thomas         | Wielka Brytania     | Ineos Grenadiers    | 10 pkt              |
| 9.                  | Tony Gallopin          | Francja             | Trek-Segafredo      | 10 pkt              |
| 10.                 | Ion Izagirre           | Hiszpania           | Cofidis             | 9 pkt               |

| Klasyfikacja młodzieżowa | Klasyfikacja młodzieżowa | Klasyfikacja młodzieżowa | Klasyfikacja młodzieżowa | Klasyfikacja młodzieżowa |
| Kolarz                   | Kolarz                   | Państwo                  | Drużyna                  | Czas                     |
| ------------------------ | ------------------------ | ------------------------ | ------------------------ | ------------------------ |
| 1.                       | Remco Evenepoel          | Belgia                   | Quick-Step Alpha Vinyl   | 21h 59' 57"              |
| 2.                       | Juan Pedro López         | Hiszpania                | Trek-Segafredo           | + 5' 03"                 |
| 3.                       | Felix Gall               | Austria                  | AG2R Citroën Team        | + 5' 37"                 |
| 4.                       | Ben Tulett               | Wielka Brytania          | Ineos Grenadiers         | + 13' 04"                |
| 5.                       | Carlos Rodríguez         | Hiszpania                | Ineos Grenadiers         | + 14' 41"                |
| 6.                       | Andreas Leknessund       | Norwegia                 | Team DSM                 | + 16' 17"                |
| 7.                       | Igor Arrieta             | Hiszpania                | Equipo Kern Pharma       | + 23' 38"                |
| 8.                       | Gino Mäder               | Szwajcaria               | Bahrain Victorious       | + 29' 21"                |
| 9.                       | Mauri Vansevenant        | Belgia                   | Quick-Step Alpha Vinyl   | + 36' 33"                |
| 10.                      | Ibon Ruiz                | Hiszpania                | Equipo Kern Pharma       | + 51' 00"                |

| Klasyfikacja młodzieżowa | Klasyfikacja młodzieżowa | Klasyfikacja młodzieżowa | Klasyfikacja młodzieżowa | Klasyfikacja młodzieżowa |
| Kolarz                   | Kolarz                   | Państwo                  | Drużyna                  | Czas                     |
| ------------------------ | ------------------------ | ------------------------ | ------------------------ | ------------------------ |
| 1.                       | Remco Evenepoel          | Belgia                   | Quick-Step Alpha Vinyl   | 21h 59' 57"              |
| 2.                       | Juan Pedro López         | Hiszpania                | Trek-Segafredo           | + 5' 03"                 |
| 3.                       | Felix Gall               | Austria                  | AG2R Citroën Team        | + 5' 37"                 |
| 4.                       | Ben Tulett               | Wielka Brytania          | Ineos Grenadiers         | + 13' 04"                |
| 5.                       | Carlos Rodríguez         | Hiszpania                | Ineos Grenadiers         | + 14' 41"                |
| 6.                       | Andreas Leknessund       | Norwegia                 | Team DSM                 | + 16' 17"                |
| 7.                       | Igor Arrieta             | Hiszpania                | Equipo Kern Pharma       | + 23' 38"                |
| 8.                       | Gino Mäder               | Szwajcaria               | Bahrain Victorious       | + 29' 21"                |
| 9.                       | Mauri Vansevenant        | Belgia                   | Quick-Step Alpha Vinyl   | + 36' 33"                |
| 10.                      | Ibon Ruiz                | Hiszpania                | Equipo Kern Pharma       | + 51' 00"                |

| Klasyfikacja drużynowa | Klasyfikacja drużynowa | Klasyfikacja drużynowa       | Klasyfikacja drużynowa |
| Drużyna                | Drużyna                | Państwo                      | Czas                   |
| ---------------------- | ---------------------- | ---------------------------- | ---------------------- |
| 1.                     | Ineos Grenadiers       | Wielka Brytania              | 66h 20' 44"            |
| 2.                     | UAE Team Emirates      | Zjednoczone Emiraty Arabskie | + 1' 16"               |
| 3.                     | Jumbo-Visma            | Holandia                     | + 11' 25"              |
| 4.                     | Bahrain Victorious     | Bahrajn                      | + 11' 47"              |
| 5.                     | Movistar Team          | Hiszpania                    | + 13' 35"              |
| 6.                     | Groupama-FDJ           | Francja                      | + 18' 16"              |
| 7.                     | Trek-Segafredo         | Stany Zjednoczone            | + 22' 09"              |
| 8.                     | Quick-Step Alpha Vinyl | Belgia                       | + 29' 24"              |
| 9.                     | Cofidis                | Francja                      | + 31' 30"              |
| 10.                    | Caja Rural-Seguros RGA | Hiszpania                    | + 32' 47"              |

| Klasyfikacja drużynowa | Klasyfikacja drużynowa | Klasyfikacja drużynowa       | Klasyfikacja drużynowa |
| Drużyna                | Drużyna                | Państwo                      | Czas                   |
| ---------------------- | ---------------------- | ---------------------------- | ---------------------- |
| 1.                     | Ineos Grenadiers       | Wielka Brytania              | 66h 20' 44"            |
| 2.                     | UAE Team Emirates      | Zjednoczone Emiraty Arabskie | + 1' 16"               |
| 3.                     | Jumbo-Visma            | Holandia                     | + 11' 25"              |
| 4.                     | Bahrain Victorious     | Bahrajn                      | + 11' 47"              |
| 5.                     | Movistar Team          | Hiszpania                    | + 13' 35"              |
| 6.                     | Groupama-FDJ           | Francja                      | + 18' 16"              |
| 7.                     | Trek-Segafredo         | Stany Zjednoczone            | + 22' 09"              |
| 8.                     | Quick-Step Alpha Vinyl | Belgia                       | + 29' 24"              |
| 9.                     | Cofidis                | Francja                      | + 31' 30"              |
| 10.                    | Caja Rural-Seguros RGA | Hiszpania                    | + 32' 47"              |

### Liderzy klasyfikacji
| Etap   |                            | Pierwsze miejsce _     | Klasyfikacja generalna | Punktowa               | Górska             | Młodzieżowa     | Najaktywniejszych  | Drużynowa              |
| ------ | -------------------------- | ---------------------- | ---------------------- | ---------------------- | ------------------ | --------------- | ------------------ | ---------------------- |
| 1      | jazda indywidualna na czas | Primož Roglič          | Primož Roglič          | Primož Roglič          | Remco Evenepoel    | Remco Evenepoel | nie przyznano      | Quick-Step Alpha Vinyl |
| 2      | pagórkowaty                | Julian Alaphilippe     | Primož Roglič          | Primož Roglič          | Ibon Ruiz          | Remco Evenepoel | Ibon Ruiz          | Quick-Step Alpha Vinyl |
| 3      | górzysty                   | Pello Bilbao           | Primož Roglič          | Julian Alaphilippe     | Cristián Rodríguez | Remco Evenepoel | Cristián Rodríguez | Jumbo-Visma            |
| 4      | górzysty                   | Daniel Felipe Martínez | Primož Roglič          | Julian Alaphilippe     | Cristián Rodríguez | Remco Evenepoel | Victor Lafay       | Ineos Grenadiers       |
| 5      | górski                     | Carlos Rodríguez       | Remco Evenepoel        | Julian Alaphilippe     | Cristián Rodríguez | Remco Evenepoel | Marc Soler         | Ineos Grenadiers       |
| 6      | górski                     | Ion Izagirre           | Daniel Felipe Martínez | Daniel Felipe Martínez | Cristián Rodríguez | Remco Evenepoel | Ion Izagirre       | Ineos Grenadiers       |
| Koniec | Koniec                     |                        | Daniel Felipe Martínez | Daniel Felipe Martínez | Cristián Rodríguez | Remco Evenepoel | brak danych        | Ineos Grenadiers       |